# Panavia Tornado
Panavia Tornado er multinationalt kampfly med variabel pilgeometri udviklet af
Italien, Storbritannien og Vesttyskland.
I 1968 blev ovennævnte lande enige om et multirolle kampfly med arbejdstitlen MRCA (MultiRole Combat Aircraft). Konsortiet Panavia GmbH er ejet af Messerschmitt-Bölkow-Blohm (42,5%), British Aerospace (tidligere BAC) (42,5%) og Aeritalia (15%). MRCA skulle drives af to turbofanmotorer udviklet af Turbo-union Ltd. Dette firma var blevet dannet af Rolls-Royce Ltd (40%), Motoren- und TurbinenUnion GmbH (40%) og Fiat Aviazione SpA (20%).
MBB fremstiller midtersektionen, BAe for- og bagkrop og Aeritalia vingerne. Vingerne har variabel pilgeometri.

## Fælles flyveskole
Normale Tornado-fly kan kun flyves fra forsædet. Til omskoling af piloter er der bygget 138 træningsfly med dobbeltstyring (kan styres fra for- og bagsædet) til en fælles flyveskole. TTTE (Tri-national Tornado Training Establishment) på RAF-basen Cottesmore har instruktører og elever fra de tre lande.

## Tornado IDS
Tornado IDS (InterDictor Strike) er en lavtflyvende jagerbomber. Den terrænfølgende radar er koblet til autopiloten så Tornado kan klæbe sig til terrænet i 61 meters (200 fod) højde. Tornados lavtflyvningsevne blev udnyttet i de første dage af Golfkrigen til at komme under de irakiske luftværnsradarer.
Tornado IDS har tre ophængningspunkter under kroppen og to under hver vinge. Ophængningspunkterne på vingerne modvirker automatisk vingernes vinkel så de altid er parallelle med flykroppen. MW-1 (Mehrzweckwaffe) bombesprederen er udviklet specielt til Tornado. Det består af fire elementer samlet i en aflang kasse under bugen. MW-1 vejer 4,66 tons og hvert element har 28 rør til sideværts affyring af over tusinde småbomber. Et Tornadofly vil med MW-1 dække et område på 2.500x700 m med sprængladninger. Dette er effektivt mod flybaser og panserkolonner.
De inderste vingeophængningspunkter har hver to affyringsramper for AIM-9 Sidewinder infrarøde luft til luft-missiler til selvforsvar. Disse er efterhånden afløst af ASRAAM (Advanced Short Range Air to Air Missile). Tornado IDS kan udrustes med buddy-refueling til at lufttanke andre Tornado-fly.
Tornado IDS har afløst F-104G Starfighter jagerbombere i Luftwaffe og Marineflieger, F-104G og Fiat G91R i AMI (Aeronautica Militare Italiana) og Avro Vulcan- og Buccaneer-bombefly i RAF Strike Command.

## Tornado ADV
Tornado ADV (Air Defence Variant) er et langtrækkende jagerfly udviklet til at bekæmpe sovjetiske bombefly. Royal Air Force ønskede et fly der kunne afløse deres Lightning F.6 og Phantom FGR.2 afskæringsjagere. Tornado skulle bevæbnes med fire BAe Sky Flash semiaktive, radarsøgende luft til luft-missiler, den britiskbyggede udgave af den amerikanske AIM-7E Sparrow med 45 km rækkevidde.
Sky Flash er 3,68 m langt og har en spændvidde på 1 meter. For at få plads til fire missiler uden at forringe aerodynamikken blev missilerne anbragt asymmetrisk to og to. Dette krævede at flystellet blev forlænget med 1,36 meter. Den ekstra indvendige plads blev brugt til tre ting. De kraftigere RB.199-34R Mk.104 motorer havde længere efterbrændere til brug i store højder, den langtrækkende Marconi AI.24 Foxhunter-radar krævede en længere radome og endelig blev der plads til en brændstoftank på 750 l. Bagbord maskinkanon blev udeladt og gav plads til at lufttankningsudstyret kunne skjules i kroppen. To droptanke under vingerne på hver 2.250 l gav Tornado ADV en flyvetid på 2½ time.
RAF nedlagde i 1976 sine Bloodhound jord til luft-missiler til fordel for et luftforsvar bestående af Tornado ADV, tankfly og AWACS-fly. Filosofien var at det var bedre at nedskyde bombeflyene langt ude over Nordsøen end at vente til de var over de Britiske Øer. De første Tornado ADV hed Tornado F.2 og fløj i lang tid rundt uden radaren. Foxhunterradaren var forsinket så flyene havde en betonballast i næsen. Marconi havde en serie af radarer begyndende med Blue .. så i spøg hed den Blue Circle efter cementfabrikken af samme navn.
Sky Flash-missilet er udskiftet med det amerikanske AMRAAM (Advanced Medium Range Air to Air Missile) og den sidste udgave af Tornado ADV hedder Tornado F.3. Den afløses af Eurofighter Typhoon.

## Tornado ECR
Tornado ECR (Electronic Combat & Reconnaissance) er et tysk fly beregnet til elektronisk krigsførelse. Der er fremstillet 34 stk. Tornado ECR, der har større forandringer indeni end udenpå. Italien har fået ombygget 16 gamle Tornado IDS til ECR mens briterne og saudierne har udrustet Tornado IDS med ALARM antiradarmissiler i stedet for.
Luftwaffe kom for første gang i krig siden 2. verdenskrig da Tornado ECR angreb serbiske radarinstallationer under Operation Allied Force i 1999.

## Saudi-Arabien
Saudi-Arabien er den eneste køber bortset fra de oprindelige lande. Saudi-Arabien købte traditionelt våben af USA men pro-israelske kræfter i Kongressen forsøgte at blokere våbensalg eller kun tillade salg af mindre avancerede udgaver af våbnene. Saudi-Arabien vendte sig mod Europa og købte i 1984 48 Tornado IDS og i 1988 24 Tornado ADV. Disse kom i kamp i Golfkrigen (1991) og i 1993 indkøbtes ekstra 48 Tornado IDS.

## Eksterne links
- Wikimedia Commons har flere filer relateret til Panavia Tornado